# 速耐輪胎
速耐輪胎（Sonar Tire）是隸屬於臺灣南港輪胎股份有限公司的輪胎品牌，創立於1996年，產品範圍以轎車、輕卡車之高性能輻射層輪胎為主，銷售地區為美國、加勒比地區、東南亞、日本、澳洲、中東地區、北非、北歐等國家地區。

## 產品範圍
- 高性能胎
- 雪地胎
- 4X4
- SUV
- 輕卡車